# Niente canzoni d'amore
Niente canzoni d'amore è un singolo del rapper italiano Marracash, pubblicato il 15 gennaio 2016 come secondo estratto dalla riedizione del quarto album in studio Status.

## Descrizione
Il singolo è uno dei brani inediti inclusi nella riedizione dell'album e ha visto la partecipazione vocale della cantante italiana Federica Abbate, già collaboratrice con il rapper alla realizzazione di un altro singolo tratto dall'album, In radio. Riguardo alla concezione del brano, lo stesso Marracash ha dichiarato:

## Video musicale
Il video, scritto e diretto da Trilathera, è stato reso disponibile il 13 gennaio 2016 attraverso il canale YouTube del rapper.

## Classifiche
| Classifica (2016) | Posizione massima |
| ----------------- | ----------------- |
| Italia            | 54                |

## Versione di Elodie
Nel 2020 la cantante Elodie (all'epoca fidanzata del rapper), ha registrato una propria versione di Niente canzoni d'amore per il suo terzo album This Is Elodie. Due anni più tardi una versione dal vivo è stata inclusa come b-side di un altro singolo della cantante, Proiettili (ti mangio il cuore), mentre la versione in studio è stata certificata disco di platino per le oltre 100 000 unità vendute.
Riguardo alla versione di Elodie, Claudio Cabona di Rockol ha sottolineato come il testo «sembra proprio raccontare in modo profondo il legame che li tiene indissolubilmente uniti», sottolineando il fatto che «l'abbia scritta Marra, ed incisa anche Elodie, in qualche modo sia uno specchio in cui tutti e due possono rivedersi, ha qualche cosa di magico e romantico».